# Michał Gołdys
Michał Gołdys pseud. Strzelec, Wilki ,Włodek (ur. 25 sierpnia 1901 w Rawie Mazowieckiej, zm. 24 października 1967 w Olsztynie) – polski działacz komunistyczny, uczestnik II wojny światowej, oficer polityczny ludowego WP, starosta Łomży (1944), oficer aparatu bezpieczeństwa PRL.

## Życiorys
Skończył szkołę podstawową i w 1916 udał się na Litwę w poszukiwaniu pracy, do 1919 pracował tam przy budowie linii kolejowej, potem przybył do Warszawy i został powołany do służby wojskowej; służył w 4 pp w Kielcach i 21 pp w Warszawie. Od 1924 robotnik w różnych firmach w Warszawie, często zwalniany z pracy. Członek Związku Młodzieży Komunistycznej (ZMK) od 1924 (od 1930 KZMP), od 1928 działacz KPP. Sekretarz Komitetu Miejskiego (KM) KPP we Włochach p. Warszawą, 1931-1933 działacz w Okręgu Warszawa-Lewa Podmiejska. Później sekretarz okręgów KPP: Kielce, Radom, Łomża. IV 1934 na stacji kolejowej we Włochach postrzelił legitymującego go policjanta i uciekł, po czym ukrywał się z powodu poszukiwania go przez policję. 23 VI 1936 został aresztowany i osadzony w warszawskim więzieniu, 7 X 1937 skazany na 15 lat więzienia za działalność komunistyczną i usiłowanie zabójstwa policjanta; po amnestii wyrok został zmniejszony do 8 lat więzienia i 10 lat utraty praw publicznych. Karę odbywał w więzieniach w Warszawie i Koronowie, skąd wydostał się IX 1939 po ataku Niemiec na Polskę. Po kapitulacji Warszawy udał się na zajętą przez ZSRR Białostocczyznę, został mianowany rejonowym naczelnikiem Czerwonej Gwardii w Zambrowie, później był dyrektorem rejonowego przemysłu młynarskiego. Delegat do Rady Delegatów Ludu Pracującego w Zambrowie. VI 1941 ewakuowany z rodziną do obwodu saratowskiego, wkrótce zmobilizowany do Armii Czerwonej, uczestniczył w bitwie pod Stalingradem. Później wstąpił do 1 DP im. T. Kościuszki, zastępca dowódcy 1. samodzielnego batalionu moździerzy ds. politycznych. Wiosną 1944 skierowany do Wyższej Szkoły Oficerów Polityczno-Wychowawczych w Moskwie, niedługo potem jako dowódca grupy desantowej w stopniu porucznika zrzucony do Puszczy Nalibockiej w rejon sowieckiego zgrupowania partyzanckiego W. Czernyszewa, gdzie został dowódcą utworzonego oddziału partyzanckiego - 1 Batalionu Warszawskiego Pułku Piechoty im. T. Kościuszki, który stoczył kilka potyczek z okupantem, po czym został wysłany do Białegostoku i rozwiązany. VIII 1944 mianowany starostą Łomży przez pełnomocnika PKWN. Wstąpił do PPR, w 1945 był członkiem egzekutywy Komitetu Powiatowego (KP) PPr w Rawie Mazowieckiej. X 1944 przeniesiony do pracy w aparacie bezpieczenstwa, 23 I - 1 V 1945 szef PUBP w Rawie Mazowieckiej. 1945 aresztowany za nadużycie władzy i skazany przez sąd wojskowy w Łodzi na 10 lat więzienia; zwolniony po 5 latach na podstawie amnestii. 1950-1952 urzędnik w spółdzielczości w Białymstoku i Legionowie. Później pracownik Wojewódzkiej Centrali Handlowej w Olsztynie. 1959 Rada Państwa PRL skorzystała z prawa łaski i zarządziła zatarcie skazania Michała Gołdysa. W 1960 został przyjęty do PZPR i otrzymał rentę dla zasłużonych. Został pochowany na cmentarzu komunalnym przy ul. Poprzecznej.

## Odznaczenia
Odznaczony m.in. 
- Krzyżem Kawalerskim Orderu Odrodzenia Polski
- Krzyżem Partyzanckim.